# Şevket Dağ
Şevket Dağ (Istanbul, 1876 – Istanbul, 23 maggio 1944) è stato un pittore e politico turco, noto per i suoi dipinti raffiguranti interni di famose architetture turche.

## Biografia

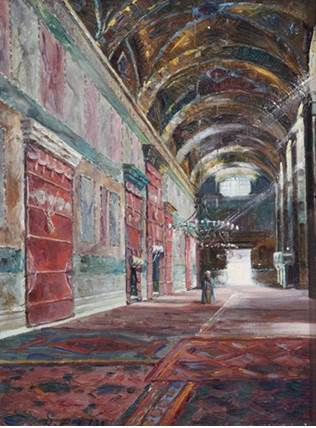
Interno della moschea Hagia Sofia

Şevket Dağ nacque a Istanbul nel 1876, figlio di un capitano della Marina ottomana.
Frequentò la Sanayi-i Nefise Mektebi (Accademia di Belle Arti, ora parte della Mimar Sinan Fine Arts University), dove fu allievo di Osman Hamdi Bey e Alexandre Vallaury, laureandosi nel 1897.
Nel 1902 venne assunto come insegnante d'arte nelle scuole Rüşdiye, istituti in stile occidentale nati a partire dall'età Tanzimat, alla Galatasaray High School e a una lunga serie di altre scuole in tutta Istanbul e dintorni. Fra i suoi studenti ci furono anche Fikret Muallâ Saygı, che in seguito sarebbe stato un pioniere dello stile d'avanguardia in Turchia, Namik Ismail e Malik Aksel. Tutti lo descrissero come un insegnante attento, che non dava nulla per scontato e partiva sempre dalle basi dei concetti.

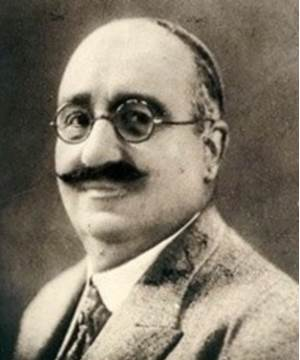
Şevket Dag, 1920

Nel 1909 fu fra i fondatori della Società dei pittori ottomani, che nel 1919, con l'istituzione della Repubblica di Turchia, venne convertita nella Società dei pittori turchi, di cui fu segretario generale. Fra il 1916 e il 1939 espose regolarmente in tutta la Turchia, in particolare alla mostra annuale di Galatasaray.
Negli anni '20 del XIX secolo aderì alla 14 Kuşağı (Generazione 14), che riuniva pittori come Ibrahim Calli, Feyhaman Duran, Sami Yetik, Hikmet Onat, e aderiva ai principi dell'impressionismo. Le sue opere, inizialmente apprezzate, iniziarono a ricevere critiche sempre più aspre dopo gli anni '30, quando una nuova generazione di artisti spinse la pittura turca in nuove direzioni, spesso seguendo i dettami europei. In ogni caso, Şevket fu sempre difeso dai suoi colleghi e allievi.
Parallelamente al suo lavoro di artista e insegnate, fu anche politico, venendo eletto diverse volte alla Grande Assemblea Turca come rappresentante di Konya e Siirt.
Şevket Dağ morì il 23 maggio 1944 a Istanbul.